# Ligue des champions de l'UEFA 2015-2016
Navigation
Édition précédente Édition suivante
La Ligue des champions 2015-2016 est la 61e édition de la coupe d'Europe des clubs champions et la 24e sous l’appellation Ligue des champions de l'UEFA. Elle oppose les meilleurs clubs européens s'étant illustrés dans leurs championnats respectifs la saison précédente. Le FC Barcelone remet son titre en jeu contre 77 clubs européens. 
La finale s'est disputée le samedi 28 mai 2016 à Milan au San Siro et a vu le Real Madrid remporter sa onzième Ligue des champions en battant son rival madrilène, l'Atlético Madrid, dans l'épreuve des tirs au but (5-3) à l'issue d' un match nul 1-1 après prolongation.
La compétition commence par la phase qualificative, du 30 juin 2015 au 26 août 2015, se poursuit par la phase de groupes, du 15 septembre 2015 au 9 décembre 2015, et se termine par une phase à élimination directe conduisant jusqu'en finale, du 16 février 2016 au 28 mai 2016.
Deux nouveautés majeures font leur apparition dans la compétition : le vainqueur de la Ligue Europa obtient une place pour les barrages et les champions des 7 pays les mieux classés dans le coefficient UEFA sont placés dans le pot 1 lors du tirage de la phase de groupe.
Lors de cette édition 2015-2016, l'UEFA instaure également un vote pour élire le joueur de la semaine.

## Participants
Un total de 78 équipes provenant de 53 associations membres de l'UEFA participeront à la Ligue des champions 2015‑2016.
D'après les coefficients UEFA des pays 2013-2014, une liste d’accès définit d’abord le nombre de clubs qu’une association a droit d’envoyer. La répartition pour la saison 2015-2016 est la suivante :
- Le tenant du titre ;
- Les associations aux places 1 à 3 envoient les quatre meilleurs clubs de leur championnat ;
- celles aux places 4 à 6 envoient les trois meilleurs ;
- celles aux places 7 à 15, les deux meilleurs ;
- celles aux places 16 à 54, leur champion, exception faite du Liechtenstein dont les clubs membres jouent en Suisse ;
- Le vainqueur de la Ligue Europa 2014-2015 s'il n'est pas qualifié via son championnat national[3].

Dans un second temps, le rang en championnat détermine le tour d’arrivée.
La liste peut être décalée selon trois hypothèses :
- Si le tenant du titre est qualifié via son championnat et que le tenant du titre de la Ligue Europa est également qualifié via son championnat, le champion du 13e pays (Suisse) se qualifie directement pour la phase de groupes, le champion du 16e pays (Roumanie) accède directement au troisième tour préliminaire et ceux des 47e et 48e pays (Irlande du Nord et Pays de Galles) avancent au deuxième tour préliminaire.
- Si le tenant du titre est qualifié via son championnat mais que le tenant du titre de la Ligue Europa ne l'est pas, ce dernier prend la place vacante.
- Si les deux tenants du titre ne sont pas qualifiés via leur championnat, le tenant du titre de Ligue Europa entre en lice lors des barrages (quatrième tour). De ce fait, les clubs des associations classées 4 et 5 ayant terminé leur championnat en 3e position entrent en lice au troisième tour de qualification.

Plusieurs changements ont lieu pour cette Ligue des Champions 2015-2016 :
- le tenant du titre de la Ligue Europa accède désormais aux barrages (quatrième tour préliminaire) de la Ligue des champions ;
- le nombre maximum de clubs engagés par association passe de 4 à 5[4].

|     | Espagne                   | Angleterre               | Allemagne                         |
| --- | ------------------------- | ------------------------ | --------------------------------- |
| 1er | FC Barcelone (164.999)    | Chelsea FC (142.078)     | Bayern Munich (154.883)           |
| 2e  | Real Madrid (171.999)     | Manchester City (87.078) | VfL Wolfsbourg (31.883)           |
| 3e  | Atlético Madrid (120.999) | Arsenal FC (110.078)     | Borussia Mönchengladbach (33.883) |

|     | Italie            | Portugal             | France                        |
| --- | ----------------- | -------------------- | ----------------------------- |
| 1er | Juventus (95.102) | SL Benfica (118.276) | Paris Saint-Germain (100.483) |
| 2e  | AS Rome (43.602)  | FC Porto (111.276)   | Olympique lyonnais (72.983)   |

|     | Russie                            | Pays-Bas               | Ukraine              | Belgique             | Turquie              | Grèce               | Vainqueur de la Ligue Europa 2014-2015 |
| --- | --------------------------------- | ---------------------- | -------------------- | -------------------- | -------------------- | ------------------- | -------------------------------------- |
| 1er | Zénith Saint-Pétersbourg (90.099) | PSV Eindhoven (58.195) | Dynamo Kiev (65.033) | La Gantoise (13.440) | Galatasaray (50.020) | Olympiakos (62.380) | Séville FC (80.499)                    |

| Barrages | Barrages |
| --- | --- |
| Aucune entrée | |
| Troisième tour de qualification | |
| - Suisse : FC Bâle (84.875) - Autriche : Red Bull Salzbourg (43.135) | - République tchèque : FC Viktoria Plzeň (41.825) |
| Deuxième tour de qualification | |
| - Roumanie : Steaua Bucarest (40.259) - Israël : Maccabi Tel-Aviv (18.200) - Chypre : APOEL Nicosie (35.460) - Danemark : FC Midtjylland (7.960) - Croatie : Dinamo Zagreb (24.700) - Pologne : Lech Poznań (17.300) - Biélorussie : BATE Borisov (35.150) - Écosse : Celtic FC (39.080) - Suède : Malmö FF (12.545) - Bulgarie : Ludogorets Razgrad (25.350) - Norvège : Molde FK (10.375) - Serbie : Partizan Belgrade (14.775) - Hongrie : Videoton FC (7.950) - Slovénie : NK Maribor (22.225) - Slovaquie : AS Trenčín (4.250) | - Moldavie : FC Milsami Orhei (3.750) - Azerbaïdjan : Qarabağ Ağdam (11.500) - Géorgie : FC Dila Gori (4.875) - Kazakhstan : FC Astana (3.825) - Bosnie-Herzégovine : FK Sarajevo (5.500) - Finlande : HJK Helsinki (11.140) - Islande : Stjarnan (3.100) - Lettonie : FK Ventspils (5.350) - Monténégro : FK Rudar Pljevlja (3.375) - Albanie : KF Skënderbeu Korçë (5.575) - Lituanie : Žalgiris Vilnius (3.900) - Macédoine : FK Vardar (3.175) - Irlande : Dundalk FC (2.150) - Luxembourg : CS Fola Esch (2.525) - Malte : Hibernians FC (1.591) |
| Premier tour de qualification | |
| - Irlande du Nord : Crusaders FC (2.475) - Pays de Galles : The New Saints (5.575) - Arménie : Pyunik Erevan (3.550) - Estonie : FC Levadia Tallinn (4.200) | - Îles Féroé : B36 Tórshavn (1.450) - Saint-Marin : SS Folgore/Falciano (0.349) - Andorre : FC Santa Coloma (2.666) - Gibraltar : Lincoln Red Imps (0.550) |

| Barrages |
| --- |
| - Quatrième - Espagne : Valence CF (99.999) - Angleterre : Manchester United (103.078) - Allemagne : Bayer Leverkusen (87.883) - Troisième - Italie : Lazio Rome (49.102) - Portugal : Sporting CP (56.276) |
| Troisième tour de qualification |
| - Troisième - France : AS Monaco (31.483) - Deuxième - Russie : CSKA Moscou (55.599) - Pays-Bas : Ajax Amsterdam (66.195) - Ukraine : Chakhtar Donetsk (86.033) - Belgique : FC Bruges (41.440) - Turquie : Fenerbahçe (30.020) - Grèce : Panathinaïkos (19.880) - Suisse : BSC Young Boys (31.375) - Autriche : Rapid Vienne (15.635) - République tchèque : Sparta Prague (30.825) |

## Calendrier
| Nom                                             | Tirage au sort   | Match aller                                   | Match retour                             | Nombre de participants | Nombre en lice |
| ----------------------------------------------- | ---------------- | --------------------------------------------- | ---------------------------------------- | ---------------------- | -------------- |
| Phase qualificative (2015)                      |                  |                                               |                                          |                        |                |
| Premier tour de qualification                   | 22 juin 2015     | 30 juin et 1er juillet                        | 7 et 8 juillet                           | 8                      | 78 à 74        |
| Deuxième tour de qualification                  | 22 juin 2015     | 14 et 15 juillet                              | 21 et 22 juillet                         | 34 (4+30)              | 74 à 57        |
| Troisième tour de qualification                 | 17 juillet 2015  | 28 et 29 juillet                              | 4 et 5 août                              | 30 (17+13)             | 57 à 42        |
| Quatrième tour (Barrages)                       | 7 août 2015      | 18 et 19 août                                 | 25 et 26 août                            | 20 (15+5)              | 42 à 32        |
| Phase de groupes (2015)                         |                  |                                               |                                          |                        |                |
| Journées 1 et 5 Journées 2 et 6 Journées 3 et 4 | 27 août 2015     | 15-16 septembre 29-30 septembre 20-21 octobre | 24-25 novembre 8-9 décembre 3-4 novembre | 32 (10 + 22)           | 32 à 16        |
| Phase à élimination directe (2016)              |                  |                                               |                                          |                        |                |
| Huitièmes de finale                             | 14 décembre 2015 | 16-17 et 23-24 février                        | 8-9 et 15-16 mars                        | 16                     | 16 à 8         |
| Quarts de finale                                | 18 mars 2016     | 5-6 avril                                     | 12-13 avril                              | 8                      | 8 à 4          |
| Demi-finales                                    | 15 avril 2016    | 26-27 avril                                   | 3-4 mai                                  | 4                      | 4 à 2          |
| Finale                                          | 28 mai à Milan   | 28 mai à Milan                                | 28 mai à Milan                           | 2                      | 2 à 1          |

## Phase qualificative
Les équipes marquées d'un astérisque sont têtes de série lors du tirage au sort et ne peuvent se rencontrer. Les têtes de série sont désignées en fonction du coefficient UEFA 2015.

### Premier tour de qualification
Huit équipes participent à ce premier tour.
| Têtes de série     | Têtes de série | -                   | -     |
| ------------------ | -------------- | ------------------- | ----- |
| The New Saints     | 5.575          | Crusaders FC        | 2.475 |
| FC Levadia Tallinn | 4.200          | B36 Tórshavn        | 1.450 |
| Pyunik Erevan      | 3.550          | Lincoln Red Imps    | 0.550 |
| FC Santa Coloma    | 2.666          | SS Folgore/Falciano | 0.349 |

| Équipe             | Aller              | Total              | Retour             | Équipe              |
| Voie des Champions | Voie des Champions | Voie des Champions | Voie des Champions | Voie des Champions  |
| ------------------ | ------------------ | ------------------ | ------------------ | ------------------- |
| Crusaders FC       | 0 – 0              | 1 – 1              | E1 – 1             | FC Levadia Tallinn* |
| B36 Tórshavn       | 1 – 2              | 2 – 6              | 1 – 4              | The New Saints*     |
| Lincoln Red Imps   | 0 – 0              | 2 – 1              | 2 – 1              | FC Santa Coloma*    |
| *Pyunik Erevan     | 2 – 1              | 4 – 2              | 2 – 1              | SS Folgore/Falciano |

### Deuxième tour de qualification
| Groupe 1                                                            | Groupe 1                                                        | Groupe 2                                                             | Groupe 2                                                                            | Groupe 3                                                                                           | Groupe 3                                                                          |
| Tête de série                                                       | -                                                               | Tête de série                                                        | -                                                                                   | Tête de série                                                                                      | -                                                                                 |
| ------------------------------------------------------------------- | --------------------------------------------------------------- | -------------------------------------------------------------------- | ----------------------------------------------------------------------------------- | -------------------------------------------------------------------------------------------------- | --------------------------------------------------------------------------------- |
| APOEL Nicosie NK Maribor Maccabi Tel-Aviv Lech Poznań Qarabağ Ağdam | FK Sarajevo FK Astana FK Rudar Pljevlja FK Vardar Hibernians FC | Celtic FC BATE Borisov Malmö FF HJK Helsinki Molde FK FC Midtjylland | FK Ventspils Žalgiris Vilnius FC Pyunik Erevan Stjarnan Lincoln Red Imps Dundalk FC | Steaua Bucarest Ludogorets Razgrad Dinamo Zagreb Partizan Belgrade Videoton FC KF Skënderbeu Korçë | The New Saints FC Dila Gori AS Trenčín Crusaders FC FC Milsami Orhei CS Fola Esch |

| Équipe               | Aller              | Total              | Retour             | Équipe             |
| Voie des Champions   | Voie des Champions | Voie des Champions | Voie des Champions | Voie des Champions |
| -------------------- | ------------------ | ------------------ | ------------------ | ------------------ |
| Hibernians FC        | 2 – 1              | 3 – 6              | 1 – 5              | Maccabi Tel-Aviv*  |
| *APOEL Nicosie       | 0 – 0              | 1 – 1              | E1 – 1             | FK Vardar          |
| *Qarabağ Ağdam       | 0 – 0              | 1 – 0              | 1 – 0              | FK Rudar Pljevlja  |
| FK Sarajevo          | 0 – 2              | 0 – 3              | 0 – 1              | Lech Poznań*       |
| *NK Maribor          | 1 – 0              | 2 – 3              | 1 – 3              | FK Astana          |
| *BATE Borisov        | 2 – 1              | 2 – 1              | 0 – 0              | Dundalk FC         |
| FK Ventspils         | 1 – 3              | 1 – 4              | 0 – 1              | HJK Helsinki*      |
| *FC Midtjylland      | 1 – 0              | 3 – 0              | 2 – 0              | Lincoln Red Imps   |
| *Molde FK            | 5 – 0              | 5 – 1              | 0 – 1              | FC Pyunik Erevan   |
| *Malmö FF            | 0 – 0              | 1 – 0              | 1 – 0              | Žalgiris Vilnius   |
| *Celtic FC           | 2 – 0              | 6 – 1              | 4 – 1              | Stjarnan           |
| AS Trenčín           | 0 – 2              | 3 – 4              | 3 – 2              | Steaua Bucarest*   |
| *Partizan Belgrade   | 1 – 0              | 3 – 0              | 2 – 0              | FC Dila Gori       |
| *Ludogorets Razgrad  | 0 – 1              | 1 – 3              | 1 – 2              | FC Milsami Orhei   |
| *Dinamo Zagreb       | 1 – 1              | 4 – 1              | 3 – 0              | CS Fola Esch       |
| *KF Skënderbeu Korçë | 4 – 1              | 6 – 4              | 2 – 3              | Crusaders FC       |
| The New Saints       | 0 – 1              | 1 – 2              | 1 – 1ap            | Videoton FC*       |

### Troisième tour de qualification
| Voie des Champions | Voie des Champions | Voie des Champions    | Voie des Champions | Voie des Champions | Voie des Champions | Voie des Champions | Voie des Champions | Voie de la Ligue | Voie de la Ligue | Voie de la Ligue | Voie de la Ligue |
| Chapeau 1          | Chapeau 1          | Chapeau 1             | Chapeau 1          | Chapeau 2          | Chapeau 2          | Chapeau 2          | Chapeau 2          | Voie de la Ligue | Voie de la Ligue | Voie de la Ligue | Voie de la Ligue |
| Têtes de série     | Têtes de série     | -                     | -                  | Têtes de série     | Têtes de série     | -                  | -                  | Têtes de série   | Têtes de série   | -                | -                |
| ------------------ | ------------------ | --------------------- | ------------------ | ------------------ | ------------------ | ------------------ | ------------------ | ---------------- | ---------------- | ---------------- | ---------------- |
| FC Bâle            | 84.875             | Lech Poznań †         | 17.300             | Red Bull Salzbourg | 43.135             | Maccabi Tel-Aviv † | 18.200             | Chakhtar Donetsk | 86.033           | BSC Young Boys   | 31.375           |
| Steaua Bucarest †  | 40.259             | Partizan Belgrade †   | 14.775             | FC Viktoria Plzeň  | 41.825             | Malmö FF †         | 12.545             | Ajax Amsterdam   | 66.195           | Sparta Prague    | 30.825           |
| Celtic FC †        | 39.080             | Qarabağ Ağdam †       | 11.500             | APOEL Nicosie †    | 35.460             | Molde FK †         | 10.375             | CSKA Moscou      | 55.599           | Fenerbahçe       | 30.020           |
| FC Milsami Orhei † | 3.750 (25.350)     | HJK Helsinki †        | 11.140             | BATE Borisov †     | 35.150             | FC Midtjylland †   | 7.960              | FC Bruges        | 41.440           | Panathinaïkos    | 19.880           |
| FK Astana †        | 3.825 (22.225)     | KF Skënderbeu Korçë † | 5.575              | Dinamo Zagreb †    | 24.700             | Videoton FC †      | 7.950              | AS Monaco        | 31.483           | Rapid Vienne     | 15.365           |

† : Vainqueurs du deuxième tour de qualification dont l'identité n'était pas connue au moment du tirage au sort. Les équipes en italique ont battu une équipe avec un coefficient plus élevé au tour précédent et ont hérité de ce coefficient (entre parenthèses) pour le tirage au sort.
| Équipe              | Aller              | Total              | Retour             | Équipe              |
| Voie des Champions  | Voie des Champions | Voie des Champions | Voie des Champions | Voie des Champions  |
| ------------------- | ------------------ | ------------------ | ------------------ | ------------------- |
| FC Midtjylland      | 1 – 2E             | 2 – 2              | 1 – 0              | APOEL Nicosie*      |
| *Dinamo Zagreb      | 1 – 1              | 4 – 4              | E3 – 3             | Molde FK            |
| HJK Helsinki        | 0 – 0              | 3 – 4              | 3 – 4              | FK Astana*          |
| *Celtic FC          | 1 – 0              | 1 – 0              | 0 – 0              | Qarabağ Ağdam       |
| Videoton FC         | 1 – 1              | 1 – 2              | 0 – 1              | BATE Borisov*       |
| Lech Poznań         | 1 – 3              | 1 – 4              | 0 – 1              | FC Bâle*            |
| *Steaua Bucarest    | 1 – 1              | 3 – 5              | 2 – 4              | Partizan Belgrade   |
| *Red Bull Salzbourg | 2 – 0              | 2 – 3              | 0 – 3              | Malmö FF            |
| *FC Milsami Orhei   | 0 – 2              | 0 – 4              | 0 – 2              | KF Skënderbeu Korçë |
| Maccabi Tel-Aviv    | 1 – 2              | 3 – 2              | 2 – 0              | FC Viktoria Plzeň*  |
| Voie de la Ligue    |                    |                    |                    |                     |
| Rapid Vienne        | 2 – 2              | 5 – 4              | 3 – 2              | Ajax Amsterdam*     |
| BSC Young Boys      | 1 – 3              | 1 – 7              | 0 – 4              | AS Monaco*          |
| *CSKA Moscou        | 2 – 2              | 5 – 4              | 3 – 2              | Sparta Prague       |
| Panathinaïkos       | 2 – 1              | 2 – 4              | 0 – 3              | FC Bruges*          |
| Fenerbahçe          | 0 – 0              | 0 – 3              | 0 – 3              | Chakhtar Donetsk*   |

### Quatrième tour (barrages)
Les 20 équipes participant aux barrages sont réparties de la façon suivante :
- Voie des Champions : les 10 vainqueurs du troisième tour de qualification ;
- Voie de la Ligue : 5 équipes entrent en lice à ce stade, rejointes par les 5 équipes issues du troisième tour de qualification.

| Voie des Champions | Voie des Champions | Voie des Champions  | Voie des Champions | Voie de la Ligue  | Voie de la Ligue | Voie de la Ligue | Voie de la Ligue |
| Têtes de série     | Têtes de série     | -                   | -                  | Têtes de série    | Têtes de série   | -                | -                |
| ------------------ | ------------------ | ------------------- | ------------------ | ----------------- | ---------------- | ---------------- | ---------------- |
| FC Bâle            | 84.875             | Maccabi Tel-Aviv    | 18.200             | Manchester United | 103.078          | CSKA Moscou      | 55.599           |
| Celtic FC          | 39.080             | Partizan Belgrade   | 14.775             | Valence CF        | 99.999           | Lazio Rome       | 49.102           |
| APOEL Nicosie      | 35.460             | Malmö FF            | 12.545             | Bayer Leverkusen  | 87.883           | FC Bruges        | 41.440           |
| BATE Borisov       | 35.150             | KF Skënderbeu Korçë | 5.575              | Chakhtar Donetsk  | 86.033           | AS Monaco        | 31.483           |
| Dinamo Zagreb      | 24.700             | FK Astana           | 3.825              | Sporting CP       | 56.276           | Rapid Vienne     | 15.365           |

| Équipe              | Aller              | Total              | Retour             | Équipe             |
| Voie des champions  | Voie des champions | Voie des champions | Voie des champions | Voie des champions |
| ------------------- | ------------------ | ------------------ | ------------------ | ------------------ |
| KF Skënderbeu Korçë | 1 – 2              | 2 – 6              | 1 – 4              | Dinamo Zagreb*     |
| *Celtic FC          | 3 – 2              | 3 – 4              | 0 – 2              | Malmö FF           |
| *FC Bâle            | 2 – 2E             | 3 – 3              | 1 – 1              | Maccabi Tel-Aviv   |
| FK Astana           | 1 – 0              | 2 – 1              | 1 – 1              | APOEL Nicosie*     |
| *BATE Borisov       | 1 – 0              | 2 – 2              | E1 – 2             | Partizan Belgrade  |
| Voie de la Ligue    |                    |                    |                    |                    |
| Rapid Vienne        | 0 – 1              | 2 – 3              | 2 – 2              | Chakhtar Donetsk*  |
| *Valence CF         | 3 – 1              | 4 – 3              | 1 – 2              | AS Monaco          |
| Lazio Rome          | 1 – 0              | 1 – 3              | 0 – 3              | Bayer Leverkusen*  |
| *Manchester United  | 3 – 1              | 7 – 1              | 4 – 0              | FC Bruges          |
| *Sporting CP        | 2 – 1              | 3 – 4              | 1 – 3              | CSKA Moscou        |

Les équipes éliminées sont reversées en phase de groupes de la Ligue Europa.

## Phase de groupes

### Format et tirage au sort
Atletico Madrid
Real Madrid
Arsenal FC
Chelsea FC
Manchester City
Manchester United
Les 10 vainqueurs des barrages rejoignent les 22 qualifiés d'office pour la phase de groupes, à savoir :
- les champions, vice-champions et troisièmes des associations classées de 1 à 3 à l'indice UEFA (Angleterre, Espagne et Allemagne);
- les champions et vice-champions des associations classées de 4 à 6 à l'indice UEFA (Italie, Portugal et France);
- les 6 champions des associations classées de 7 à 12 à l'indice UEFA (Russie, Ukraine, Pays-Bas, Turquie, Belgique, Grèce);
- le tenant du titre, ou -si déjà qualifié- le tenant du titre de la Ligue Europa, ou -si déjà qualifié- le champion de l'association classée 13 à l'indice UEFA (Suisse).

Ces 32 équipes sont réparties en huit groupes de quatre où elles s'affrontent en matchs aller-retour sur six journées. Les deux premiers de chaque groupe se qualifient pour les huitièmes de finale tandis que les troisièmes de chaque groupe s'en vont disputer les seizièmes de finale de la Ligue Europa.
Pour le tirage au sort, les 32 équipes sont réparties en quatre pots. Pour la première fois, le premier pot comprend le tenant du titre et des champions des 7 pays les mieux classés (Espagne, Angleterre, Allemagne, Italie, Portugal, France, Russie). Si le tenant du titre est aussi champion dans son pays, le premier pot est complété par le champion du huitième pays le mieux classé (Pays-Bas). Ensuite les équipes remplissent les pots selon leur coefficient UEFA.
Lors du tirage au sort, deux équipes du même pays, et les clubs de Russie et d'Ukraine, ne peuvent se retrouver dans le même groupe.
| Chapeau 1                  | Chapeau 1 | Chapeau 2         | Chapeau 2 | Chapeau 3          | Chapeau 3 | Chapeau 4                | Chapeau 4 |
| -------------------------- | --------- | ----------------- | --------- | ------------------ | --------- | ------------------------ | --------- |
| FC Barcelone T C           | 164.999   | Real Madrid       | 171.999   | Chakhtar Donetsk   | 86.033    | BATE Borisov C           | 35.150    |
| Chelsea FC C               | 142.078   | Atletico Madrid   | 120.999   | Séville FC E       | 80.499    | Borussia Mönchengladbach | 33.883    |
| Bayern Munich C            | 154.883   | FC Porto          | 111.276   | Olympique lyonnais | 72.983    | VfL Wolfsbourg           | 31.883    |
| Juventus C                 | 95.102    | Arsenal FC        | 110.078   | Dynamo Kiev C      | 65.033    | Dinamo Zagreb C          | 24.700    |
| SL Benfica C               | 118.276   | Manchester United | 103.078   | Olympiakos C       | 62.380    | Maccabi Tel-Aviv C       | 18.200    |
| Paris Saint-Germain C      | 100.483   | Valence CF        | 99.999    | CSKA Moscou        | 55.599    | La Gantoise C            | 13.440    |
| Zénith Saint-Pétersbourg C | 90.099    | Bayer Leverkusen  | 87.883    | Galatasaray C      | 50.020    | Malmö FF C               | 12.545    |
| PSV Eindhoven C            | 58.195    | Manchester City   | 87.078    | AS Rome            | 43.602    | FK Astana C              | 3.825     |

T : Tenant du titre

C : Champion national

E : Vainqueur de la Ligue Europa
- Futur qualifié pour les huitièmes de finale
- Futur repêché en seizièmes de finale de la Ligue Europa

### Matchs et classements
Les jours de match sont fixés les 15 et 16 septembre 2015, les 29 et 30 septembre, les 20 et 21 octobre, les 3 et 4 novembre, les 24 et 25 novembre et les 8 et 9 décembre 2015.
Légende des classements
- Qualifié pour les huitièmes de finale
- Repêché en seizièmes de finale de la Ligue Europa

Légende des résultats
- Victoire à domicile
- Match nul
- Victoire à l'extérieur

#### Groupe A
| Rang | Équipe              | Pts | J | G | N | P | Bp | Bc | Diff |  | Résultats (▼ dom., ► ext.) |     |     |     |     |
| ---- | ------------------- | --- | - | - | - | - | -- | -- | ---- |  | -------------------------- | --- | --- | --- | --- |
| 1    | Real Madrid         | 16  | 6 | 5 | 1 | 0 | 19 | 3  | +16  |  | Real Madrid                |     | 1-0 | 4-0 | 8-0 |
| 2    | Paris Saint-Germain | 13  | 6 | 4 | 1 | 1 | 12 | 1  | +11  |  | Paris Saint-Germain        | 0-0 |     | 2-0 | 2-0 |
| 3    | Chakhtar Donetsk    | 3   | 6 | 1 | 0 | 5 | 7  | 14 | -7   |  | Chakhtar Donetsk           | 3-4 | 0-3 |     | 4-0 |
| 4    | Malmö FF            | 3   | 6 | 1 | 0 | 5 | 1  | 21 | -20  |  | Malmö FF                   | 0-2 | 0-5 | 1-0 |     |

#### Groupe B
| Rang | Équipe            | Pts | J | G | N | P | Bp | Bc | Diff |  | Résultats (▼ dom., ► ext.) |     |     |     |     |
| ---- | ----------------- | --- | - | - | - | - | -- | -- | ---- |  | -------------------------- | --- | --- | --- | --- |
| 1    | VfL Wolfsbourg    | 12  | 6 | 4 | 0 | 2 | 9  | 6  | +3   |  | VfL Wolfsbourg             |     | 2-0 | 3-2 | 1-0 |
| 2    | PSV Eindhoven     | 10  | 6 | 3 | 1 | 2 | 8  | 7  | +1   |  | PSV Eindhoven              | 2-0 |     | 2-1 | 2-1 |
| 3    | Manchester United | 8   | 6 | 2 | 2 | 2 | 7  | 7  | 0    |  | Manchester United          | 2-1 | 0-0 |     | 1-0 |
| 4    | CSKA Moscou       | 4   | 6 | 1 | 1 | 4 | 5  | 9  | -4   |  | CSKA Moscou                | 0-2 | 3-2 | 1-1 |     |

#### Groupe C
| Rang | Équipe          | Pts | J | G | N | P | Bp | Bc | Diff |  | Résultats (▼ dom., ► ext.) |     |     |     |     |
| ---- | --------------- | --- | - | - | - | - | -- | -- | ---- |  | -------------------------- | --- | --- | --- | --- |
| 1    | Atlético Madrid | 13  | 6 | 4 | 1 | 1 | 11 | 3  | +8   |  | Atlético Madrid            |     | 1-2 | 2-0 | 4-0 |
| 2    | SL Benfica      | 10  | 6 | 3 | 1 | 2 | 10 | 8  | +2   |  | SL Benfica                 | 1-2 |     | 2-1 | 2-0 |
| 3    | Galatasaray SK  | 5   | 6 | 1 | 2 | 3 | 6  | 10 | -4   |  | Galatasaray SK             | 0-2 | 2-1 |     | 1-1 |
| 4    | FK Astana       | 4   | 6 | 0 | 4 | 2 | 5  | 11 | -6   |  | FK Astana                  | 0-0 | 2-2 | 2-2 |     |

#### Groupe D
| Rang | Équipe                   | Pts | J | G | N | P | Bp | Bc | Diff |  | Résultats (▼ dom., ► ext.) |     |     |     |     |
| ---- | ------------------------ | --- | - | - | - | - | -- | -- | ---- |  | -------------------------- | --- | --- | --- | --- |
| 1    | Manchester City          | 12  | 6 | 4 | 0 | 2 | 12 | 8  | +4   |  | Manchester City            |     | 1-2 | 2-1 | 4-2 |
| 2    | Juventus FC              | 11  | 6 | 3 | 2 | 1 | 6  | 3  | +3   |  | Juventus FC                | 1-0 |     | 2-0 | 0-0 |
| 3    | Séville FC               | 6   | 6 | 2 | 0 | 4 | 8  | 11 | -3   |  | Séville FC                 | 1-3 | 1-0 |     | 3-0 |
| 4    | Borussia Mönchengladbach | 5   | 6 | 1 | 2 | 3 | 8  | 12 | -4   |  | Borussia Mönchengladbach   | 1-2 | 1-1 | 4-2 |     |

#### Groupe E
| Rang | Équipe           | Pts | J | G | N | P | Bp | Bc | Diff |  | Résultats (▼ dom., ► ext.) |     |     |     |     |
| ---- | ---------------- | --- | - | - | - | - | -- | -- | ---- |  | -------------------------- | --- | --- | --- | --- |
| 1    | FC Barcelone     | 14  | 6 | 4 | 2 | 0 | 15 | 4  | +11  |  | FC Barcelone               |     | 6-1 | 2-1 | 3-0 |
| 2    | AS Rome          | 6   | 6 | 1 | 3 | 2 | 11 | 16 | -5   |  | AS Rome                    | 1-1 |     | 3-2 | 0-0 |
| 3    | Bayer Leverkusen | 6   | 6 | 1 | 3 | 2 | 13 | 12 | +1   |  | Bayer Leverkusen           | 1-1 | 4-4 |     | 4-1 |
| 4    | BATE Borisov     | 5   | 6 | 1 | 2 | 3 | 5  | 12 | -7   |  | BATE Borisov               | 0-2 | 3-2 | 1-1 |     |

#### Groupe F
| Rang | Équipe        | Pts | J | G | N | P | Bp | Bc | Diff |  | Résultats (▼ dom., ► ext.) |     |     |     |     |
| ---- | ------------- | --- | - | - | - | - | -- | -- | ---- |  | -------------------------- | --- | --- | --- | --- |
| 1    | Bayern Munich | 15  | 6 | 5 | 0 | 1 | 19 | 3  | +16  |  | Bayern Munich              |     | 5-1 | 4-0 | 5-0 |
| 2    | Arsenal FC    | 9   | 6 | 3 | 0 | 3 | 12 | 10 | +2   |  | Arsenal FC                 | 2-0 |     | 2-3 | 3-0 |
| 3    | Olympiakos    | 9   | 6 | 3 | 0 | 3 | 6  | 13 | -7   |  | Olympiakos                 | 0-3 | 0-3 |     | 2-1 |
| 4    | Dinamo Zagreb | 3   | 6 | 1 | 0 | 5 | 3  | 14 | -11  |  | Dinamo Zagreb              | 0-2 | 2-1 | 0-1 |     |

#### Groupe G
| Rang | Équipe           | Pts | J | G | N | P | Bp | Bc | Diff |  | Résultats (▼ dom., ► ext.) |     |     |     |     |
| ---- | ---------------- | --- | - | - | - | - | -- | -- | ---- |  | -------------------------- | --- | --- | --- | --- |
| 1    | Chelsea FC       | 13  | 6 | 4 | 1 | 1 | 13 | 3  | +10  |  | Chelsea FC                 |     | 2-1 | 2-0 | 4-0 |
| 2    | Dynamo Kiev      | 11  | 6 | 3 | 2 | 1 | 8  | 4  | +4   |  | Dynamo Kiev                | 0-0 |     | 2-2 | 1-0 |
| 3    | FC Porto         | 10  | 6 | 3 | 1 | 2 | 9  | 8  | +1   |  | FC Porto                   | 2-1 | 0-2 |     | 2-0 |
| 4    | Maccabi Tel-Aviv | 0   | 6 | 0 | 0 | 6 | 1  | 16 | -15  |  | Maccabi Tel-Aviv           | 0-4 | 0-2 | 1-3 |     |

#### Groupe H
| Rang | Équipe                   | Pts | J | G | N | P | Bp | Bc | Diff |  | Résultats (▼ dom., ► ext.) |     |     |     |     |
| ---- | ------------------------ | --- | - | - | - | - | -- | -- | ---- |  | -------------------------- | --- | --- | --- | --- |
| 1    | Zénith Saint-Pétersbourg | 15  | 6 | 5 | 0 | 1 | 13 | 6  | +7   |  | Zénith Saint-Pétersbourg   |     | 2-1 | 2-0 | 3-1 |
| 2    | La Gantoise              | 10  | 6 | 3 | 1 | 2 | 8  | 7  | +1   |  | La Gantoise                | 2-1 |     | 1-0 | 1-1 |
| 3    | Valence CF               | 6   | 6 | 2 | 0 | 4 | 5  | 9  | -4   |  | Valence CF                 | 2-3 | 2-1 |     | 0-2 |
| 4    | Olympique lyonnais       | 4   | 6 | 1 | 1 | 4 | 5  | 9  | -4   |  | Olympique lyonnais         | 0-2 | 1-2 | 0-1 |     |

## Phase à élimination directe
| \| Juventus Atlético Madrid Real Madrid Munich Man. City Barcelone Paris SG Benfica Zénith Saint-Pétersbourg Wolfsbourg Eindhoven La Gantoise AS Roma Arsenal Chelsea Dynamo Kiev \| Localisation des clubs qualifiés pour la phase à élimination directe. Huitième de finalistes Quart de finalistes Demi-finalistes Finaliste Vainqueur |
| Juventus Atlético Madrid Real Madrid Munich Man. City Barcelone Paris SG Benfica Zénith Saint-Pétersbourg Wolfsbourg Eindhoven La Gantoise AS Roma Arsenal Chelsea Dynamo Kiev |

### Qualification et tirage au sort
Pour le tirage des huitièmes de finale, les 8 premiers de groupe du tour précédent sont têtes de série et reçoivent pour le match retour, ils ne peuvent donc pas se rencontrer.
Deux équipes d'une même association nationale ou issues du même groupe ne peuvent pas non plus se rencontrer en huitièmes de finale. Cette limitation est levée à partir des quarts de finale. Par ailleurs, le Zénith et le Dynamo Kiev ne peuvent se rencontrer à la suite du conflit de leurs pays respectifs (UEFA).
| Les 16 qualifiés - récapitulatif avant tirage au sort | Les 16 qualifiés - récapitulatif avant tirage au sort | Les 16 qualifiés - récapitulatif avant tirage au sort |
| Groupe                                                | 1er (tête de série)                                   | 2e                                                    |
| ----------------------------------------------------- | ----------------------------------------------------- | ----------------------------------------------------- |
| A                                                     | Real Madrid                                           | Paris Saint-Germain                                   |
| B                                                     | VfL Wolfsburg                                         | PSV Eindhoven                                         |
| C                                                     | Atletico Madrid                                       | SL Benfica                                            |
| D                                                     | Manchester City                                       | Juventus                                              |
| E                                                     | FC Barcelone                                          | AS Rome                                               |
| F                                                     | Bayern Munich                                         | Arsenal FC                                            |
| G                                                     | Chelsea FC                                            | Dynamo Kiev                                           |
| H                                                     | Zénith Saint-Pétersbourg                              | La Gantoise                                           |

### Huitièmes de finale
Le tirage au sort des huitièmes de finale a lieu le 14 décembre 2015. Les matchs aller se sont joués les 16, 17, 23 et 24 février, et les matchs retour les 8, 9, 15 et 16 mars 2016.
| Équipe              | Aller | Total             | Retour   | Équipe                   |
| ------------------- | ----- | ----------------- | -------- | ------------------------ |
| La Gantoise         | 2 – 3 | 2 – 4             | 0 – 1    | VfL Wolfsbourg           |
| AS Rome             | 0 – 2 | 0 – 4             | 0 – 2    | Real Madrid              |
| Paris Saint-Germain | 2 – 1 | 4 – 2             | 2 – 1    | Chelsea FC               |
| Arsenal FC          | 0 – 2 | 1 – 5             | 1 – 3    | FC Barcelone             |
| Juventus FC         | 2 – 2 | 4 – 6             | 2 – 4 ap | Bayern Munich            |
| PSV Eindhoven       | 0 – 0 | 0 – 0 (7 - 8 tab) | 0 – 0 ap | Atlético Madrid          |
| SL Benfica          | 1 – 0 | 3 – 1             | 2 – 1    | Zénith Saint-Pétersbourg |
| Dynamo Kiev         | 1 – 3 | 1 – 3             | 0 – 0    | Manchester City          |

### Quarts de finale
Le tirage au sort des quarts de finale a lieu le 18 mars 2016. Les matchs aller se sont joués les 5 et 6 avril, et les matchs retour les 12 et 13 avril 2016.
| Équipe              | Aller | Total | Retour | Équipe          |
| ------------------- | ----- | ----- | ------ | --------------- |
| VfL Wolfsbourg      | 2 - 0 | 2 - 3 | 0 - 3  | Real Madrid     |
| Bayern Munich       | 1 - 0 | 3 - 2 | 2 - 2  | SL Benfica      |
| FC Barcelone        | 2 - 1 | 2 - 3 | 0 - 2  | Atlético Madrid |
| Paris Saint-Germain | 2 - 2 | 2 - 3 | 0 - 1  | Manchester City |

### Demi-finales
Le tirage au sort des demi-finales a lieu le 15 avril 2016. Les matchs aller se sont joués les 26 et 27 avril, et les matchs retour les 3 et 4 mai 2016.
| Équipe          | Aller | Total  | Retour | Équipe        |
| --------------- | ----- | ------ | ------ | ------------- |
| Manchester City | 0 - 0 | 0 - 1  | 0 - 1  | Real Madrid   |
| Atlético Madrid | 1 - 0 | 2E - 2 | 1 - 2  | Bayern Munich |

### Finale
La finale se dispute sur une seule rencontre, le samedi 28 mai 2016, à Milan en Italie, au stade Giuseppe-Meazza.
| Club        | Score                | Club            |
| ----------- | -------------------- | --------------- |
| Real Madrid | 1 - 1 ap (5 - 3) tab | Atlético Madrid |

### Tableau final
|  | Huitièmes de finale      | Huitièmes de finale      | Huitièmes de finale | Huitièmes de finale |                     |                     | Quarts de finale | Quarts de finale | Quarts de finale | Quarts de finale |  |  | Demi-finales | Demi-finales | Demi-finales | Demi-finales |  |  | Finale                                     | Finale | Finale | Finale |
|  |                          |                          |                     |                     |                     |                     |                  |                  |                  |                  |  |  |              |              |              |              |  |  |                                            |        |        |        |
|  |                          |                          |                     |                     |                     |                     |                  |                  |                  |                  |  |  |              |              |              |              |  |  | 28 mai 2016 - stade Giuseppe-Meazza, Milan |        |        |        |
|  | Paris Saint-Germain      | Paris Saint-Germain      | 2                   | 2                   |                     |                     |                  |                  |                  |                  |  |  |              |              |              |              |  |  |                                            |        |        |        |
|  | Paris Saint-Germain      | Paris Saint-Germain      | 2                   | 2                   |                     |                     |                  |                  |                  |                  |  |  |              |              |              |              |  |  |                                            |        |        |        |
|  | Chelsea FC               | Chelsea FC               | 1                   | 1                   |                     |                     |                  |                  |                  |                  |  |  |              |              |              |              |  |  |                                            |        |        |        |
|  | Chelsea FC               | Chelsea FC               | 1                   | 1                   | Paris Saint-Germain | Paris Saint-Germain | 2                | 0                |                  |                  |  |  |              |              |              |              |  |  |                                            |        |        |        |
|  |                          |                          |                     |                     | Paris Saint-Germain | Paris Saint-Germain | 2                | 0                |                  |                  |  |  |              |              |              |              |  |  |                                            |        |        |        |
|  |                          |                          | Manchester City     | Manchester City     | 2                   | 1                   |                  |                  |                  |                  |  |  |              |              |              |              |  |  |                                            |        |        |        |
|  | Dynamo Kiev              | Dynamo Kiev              | Manchester City     | Manchester City     | 2                   | 1                   | 1                | 0                |                  |                  |  |  |              |              |              |              |  |  |                                            |        |        |        |
|  | Dynamo Kiev              | Dynamo Kiev              |                     |                     |                     |                     |                  | 0                |                  |                  |  |  |              |              |              |              |  |  |                                            |        |        |        |
|  | Manchester City          | Manchester City          | 3                   | 0                   |                     |                     |                  |                  |                  |                  |  |  |              |              |              |              |  |  |                                            |        |        |        |
|  | Manchester City          | Manchester City          | 3                   | 0                   | Manchester City     | Manchester City     | 0                | 0                |                  |                  |  |  |              |              |              |              |  |  |                                            |        |        |        |
|  |                          |                          |                     |                     | Manchester City     | Manchester City     | 0                | 0                |                  |                  |  |  |              |              |              |              |  |  |                                            |        |        |        |
|  |                          |                          | Real Madrid CF      | Real Madrid CF      | 0                   | 1                   |                  |                  |                  |                  |  |  |              |              |              |              |  |  |                                            |        |        |        |
|  | La Gantoise              | La Gantoise              | Real Madrid CF      | Real Madrid CF      | 0                   | 1                   | 2                | 0                |                  |                  |  |  |              |              |              |              |  |  |                                            |        |        |        |
|  | La Gantoise              | La Gantoise              |                     |                     |                     |                     |                  | 0                |                  |                  |  |  |              |              |              |              |  |  |                                            |        |        |        |
|  | VfL Wolfsbourg           | VfL Wolfsbourg           | 3                   | 1                   |                     |                     |                  |                  |                  |                  |  |  |              |              |              |              |  |  |                                            |        |        |        |
|  | VfL Wolfsbourg           | VfL Wolfsbourg           | 3                   | 1                   | VfL Wolfsbourg      | VfL Wolfsbourg      | 2                | 0                |                  |                  |  |  |              |              |              |              |  |  |                                            |        |        |        |
|  |                          |                          |                     |                     | VfL Wolfsbourg      | VfL Wolfsbourg      | 2                | 0                |                  |                  |  |  |              |              |              |              |  |  |                                            |        |        |        |
|  |                          |                          | Real Madrid CF      | Real Madrid CF      | 0                   | 3                   |                  |                  |                  |                  |  |  |              |              |              |              |  |  |                                            |        |        |        |
|  | AS Rome                  | AS Rome                  | Real Madrid CF      | Real Madrid CF      | 0                   | 3                   | 0                | 0                |                  |                  |  |  |              |              |              |              |  |  |                                            |        |        |        |
|  | AS Rome                  | AS Rome                  |                     |                     |                     |                     |                  | 0                |                  |                  |  |  |              |              |              |              |  |  |                                            |        |        |        |
|  | Real Madrid CF           | Real Madrid CF           | 2                   | 2                   |                     |                     |                  |                  |                  |                  |  |  |              |              |              |              |  |  |                                            |        |        |        |
|  | Real Madrid CF           | Real Madrid CF           | 2                   | 2                   | Real Madrid         | Real Madrid         | 1 tab(5)         | 1 tab(5)         |                  |                  |  |  |              |              |              |              |  |  |                                            |        |        |        |
|  |                          |                          |                     |                     | Real Madrid         | Real Madrid         | 1 tab(5)         | 1 tab(5)         |                  |                  |  |  |              |              |              |              |  |  |                                            |        |        |        |
|  |                          |                          | Atlético Madrid     | Atlético Madrid     | 1ap (3)             | 1ap (3)             |                  |                  |                  |                  |  |  |              |              |              |              |  |  |                                            |        |        |        |
|  | Arsenal FC               | Arsenal FC               | Atlético Madrid     | Atlético Madrid     | 1ap (3)             | 1ap (3)             | 0                | 1                |                  |                  |  |  |              |              |              |              |  |  |                                            |        |        |        |
|  | Arsenal FC               | Arsenal FC               |                     |                     |                     |                     |                  | 1                |                  |                  |  |  |              |              |              |              |  |  |                                            |        |        |        |
|  | FC Barcelone             | FC Barcelone             | 2                   | 3                   |                     |                     |                  |                  |                  |                  |  |  |              |              |              |              |  |  |                                            |        |        |        |
|  | FC Barcelone             | FC Barcelone             | 2                   | 3                   | FC Barcelone        | FC Barcelone        | 2                | 0                |                  |                  |  |  |              |              |              |              |  |  |                                            |        |        |        |
|  |                          |                          |                     |                     | FC Barcelone        | FC Barcelone        | 2                | 0                |                  |                  |  |  |              |              |              |              |  |  |                                            |        |        |        |
|  |                          |                          | Atlético Madrid     | Atlético Madrid     | 1                   | 2                   |                  |                  |                  |                  |  |  |              |              |              |              |  |  |                                            |        |        |        |
|  | PSV Eindhoven            | PSV Eindhoven            | Atlético Madrid     | Atlético Madrid     | 1                   | 2                   | 0                | 0ap (7)          |                  |                  |  |  |              |              |              |              |  |  |                                            |        |        |        |
|  | PSV Eindhoven            | PSV Eindhoven            |                     |                     |                     |                     |                  | 0ap (7)          |                  |                  |  |  |              |              |              |              |  |  |                                            |        |        |        |
|  | Atlético Madrid          | Atlético Madrid          | 0                   | 0 tab(8)            |                     |                     |                  |                  |                  |                  |  |  |              |              |              |              |  |  |                                            |        |        |        |
|  | Atlético Madrid          | Atlético Madrid          | 0                   | 0 tab(8)            | Atlético Madrid     | Atlético Madrid     | 1                | 1e               |                  |                  |  |  |              |              |              |              |  |  |                                            |        |        |        |
|  |                          |                          |                     |                     | Atlético Madrid     | Atlético Madrid     | 1                | 1e               |                  |                  |  |  |              |              |              |              |  |  |                                            |        |        |        |
|  |                          |                          | Bayern Munich       | Bayern Munich       | 0                   | 2                   |                  |                  |                  |                  |  |  |              |              |              |              |  |  |                                            |        |        |        |
|  | Juventus FC              | Juventus FC              | Bayern Munich       | Bayern Munich       | 0                   | 2                   | 2                | 2                |                  |                  |  |  |              |              |              |              |  |  |                                            |        |        |        |
|  | Juventus FC              | Juventus FC              |                     |                     |                     |                     |                  | 2                |                  |                  |  |  |              |              |              |              |  |  |                                            |        |        |        |
|  | Bayern Munich            | Bayern Munich            | 2                   | 4 ap                |                     |                     |                  |                  |                  |                  |  |  |              |              |              |              |  |  |                                            |        |        |        |
|  | Bayern Munich            | Bayern Munich            | 2                   | 4 ap                | Bayern Munich       | Bayern Munich       | 1                | 2                |                  |                  |  |  |              |              |              |              |  |  |                                            |        |        |        |
|  |                          |                          |                     |                     | Bayern Munich       | Bayern Munich       | 1                | 2                |                  |                  |  |  |              |              |              |              |  |  |                                            |        |        |        |
|  |                          |                          | SL Benfica          | SL Benfica          | 0                   | 2                   |                  |                  |                  |                  |  |  |              |              |              |              |  |  |                                            |        |        |        |
|  | SL Benfica               | SL Benfica               | SL Benfica          | SL Benfica          | 0                   | 2                   | 1                | 2                |                  |                  |  |  |              |              |              |              |  |  |                                            |        |        |        |
|  | SL Benfica               | SL Benfica               |                     |                     |                     |                     |                  | 2                |                  |                  |  |  |              |              |              |              |  |  |                                            |        |        |        |
|  | Zénith Saint-Pétersbourg | Zénith Saint-Pétersbourg | 0                   | 1                   |                     |                     |                  |                  |                  |                  |  |  |              |              |              |              |  |  |                                            |        |        |        |
|  | Zénith Saint-Pétersbourg | Zénith Saint-Pétersbourg | 0                   | 1                   |                     |                     |                  |                  |                  |                  |  |  |              |              |              |              |  |  |                                            |        |        |        |
|  |                          |                          |                     |                     |                     |                     |                  |                  |                  |                  |  |  |              |              |              |              |  |  |                                            |        |        |        |

## Classements annexes
- Statistiques officielles de l'UEFA.
- Rencontres de qualification non-incluses.

### Buteurs
| Rang | Buteur             | Club                     | Buts | Minutes jouées |
| ---- | ------------------ | ------------------------ | ---- | -------------- |
| 1    | Cristiano Ronaldo  | Real Madrid              | 16   | 1109           |
| 2    | Robert Lewandowski | Bayern Munich            | 9    | 942            |
| 3    | Luis Suárez        | FC Barcelone             | 8    | 810            |
| 4    | Thomas Müller      | Bayern Munich            | 8    | 926            |
| 5    | Antoine Griezmann  | Atlético Madrid          | 7    | 1135           |
| 6    | Lionel Messi       | FC Barcelone             | 6    | 630            |
| 7    | Artem Dzyuba       | Zénith Saint-Pétersbourg | 6    | 633            |
| 8    | Olivier Giroud     | Arsenal FC               | 5    | 384            |
| 9    | Javier Hernández   | Bayer Leverkusen         | 5    | 487            |
| 10   | Willian            | Chelsea FC               | 5    | 642            |

### Passeurs
| Rang | Passeur                | Club                     | Passes | Minutes jouées |
| ---- | ---------------------- | ------------------------ | ------ | -------------- |
| 1    | Kingsley Coman         | Bayern Munich            | 5      | 426            |
| 1    | Alexis Sánchez         | Arsenal FC               | 5      | 622            |
| 1    | Neymar                 | FC Barcelone             | 5      | 810            |
| 4    | Wilfried Bony          | Manchester City          | 4      | 279            |
| 5    | Hulk                   | Zénith Saint-Pétersbourg | 4      | 630            |
| 6    | Cristiano Ronaldo      | Real Madrid              | 4      | 1109           |
| 7    | Konstantínos Fortoúnis | Olympiakos               | 3      | 386            |
| 8    | Oleg Chatov            | Zénith Saint-Pétersbourg | 3      | 486            |
| 9    | Hakan Çalhanoğlu       | Bayer Leverkusen         | 3      | 504            |
| 10   | Zlatan Ibrahimović     | Paris Saint-Germain      | 3      | 880            |

### Joueurs de la semaine
| Journée                    | Joueur            | Club                     |
| -------------------------- | ----------------- | ------------------------ |
| Journée 1                  | Cristiano Ronaldo | Real Madrid              |
| Journée 2                  | Cristiano Ronaldo | Real Madrid              |
| Journée 3                  | Hulk              | Zénith Saint-Pétersbourg |
| Journée 4                  | Hulk              | Zénith Saint-Pétersbourg |
| Journée 5                  | Lionel Messi      | FC Barcelone             |
| Journée 6                  | Cristiano Ronaldo | Real Madrid              |
| Huitièmes de finale aller  | Cristiano Ronaldo | Real Madrid              |
| Huitièmes de finale retour | Jeroen Zoet       | PSV Eindhoven            |
| Quarts de finale aller     | Cristiano Ronaldo | Real Madrid              |
| Quarts de finale retour    | Neymar            | FC Barcelone             |
| Demi-finales aller         | Luis Suárez       | FC Barcelone             |
| Demi-finales retour        | Cristiano Ronaldo | Real Madrid              |
| Finale                     | Sergio Ramos      | Real Madrid              |

### Équipe-type de la Ligue des champions de l'UEFA
| Gardien            |                 |
| Jan Oblak          | Atlético Madrid |
| Manuel Neuer       | Bayern Munich   |
| Défenseurs         |                 |
| Diego Godín        | Atlético Madrid |
| Juanfran           | Atlético Madrid |
| Thiago Silva       | Paris SG        |
| Sergio Ramos       | Real Madrid     |
| Marcelo            | Real Madrid     |
| Milieux            |                 |
| Gabi               | Atlético Madrid |
| Koke               | Atlético Madrid |
| Andrés Iniesta     | FC Barcelone    |
| Toni Kroos         | Real Madrid     |
| Luka Modrić        | Real Madrid     |
| Attaquants         |                 |
| Antoine Griezmann  | Atlético Madrid |
| Luis Suárez        | FC Barcelone    |
| Lionel Messi       | FC Barcelone    |
| Robert Lewandowski | Bayern Munich   |
| Cristiano Ronaldo  | Real Madrid     |
| Gareth Bale        | Real Madrid     |

## Nombre d'équipes par association et par tour
L'ordre des fédérations est établi suivant le classement UEFA des pays en 2015.
| Association         |                     | Barrages      | +   | Phase de groupes                              | Huitièmes de finale           | Quarts de finale            | Demi-finales     | Finale           |
| ------------------- | ------------------- | ------------- | --- | --------------------------------------------- | ----------------------------- | --------------------------- | ---------------- | ---------------- |
| Espagne             |                     | 1 Valence     | +4  | 5 Atlético, Barcelone, Real, Séville, Valence | 3 Atlético, Barcelone, Real   | 3 Atlético, Barcelone, Real | 2 Atlético, Real | 2 Atlético, Real |
| Angleterre          |                     | 1 Man. United | +3  | 4 Arsenal, Chelsea, Man. City, Man. United    | 3 Arsenal, Chelsea, Man. City | 1 Man. City                 | 1 Man. City      |                  |
| Allemagne           |                     | 1 Leverkusen  | +3  | 4 Munich, Leverkusen, M'gladbach, Wolfsbourg  | 2 Munich, Wolfsbourg          | 2 Munich, Wolfsbourg        | 1 Munich         |                  |
| Italie              |                     | 1 Lazio       | +2  | 2 Juventus, Rome                              | 2 Juventus, Rome              |                             |                  |                  |
| Portugal            |                     | 1 Sporting    | +2  | 2 Benfica, Porto                              | 1 Benfica                     | 1 Benfica                   |                  |                  |
| France              |                     | 1 Monaco      | +2  | 2 Lyon, PSG                                   | 1 PSG                         | 1 PSG                       |                  |                  |
| Russie              |                     | 1 CSKA        | +1  | 2 CSKA, Zénith                                | 1 Zénith                      |                             |                  |                  |
| Ukraine             |                     | 1 Donetsk     | +1  | 2 Donetsk, Kiev                               | 1 Kiev                        |                             |                  |                  |
| Pays-Bas            |                     |               | +1  | 1 PSV                                         | 1 PSV                         |                             |                  |                  |
| Belgique            |                     | 1 Bruges      | +1  | 1 La Gantoise                                 | 1 La Gantoise                 |                             |                  |                  |
| Autres associations | Autres associations | 11            | +2  | 7                                             |                               |                             |                  |                  |
| Total               | Total               | 20            | +22 | 32                                            | 16                            | 8                           | 4                | 2                |